# パウル・エンゲル
パウル・エンゲル（ Paul Engel 、1881年6月5日 - ?）は、ドイツ出身の 指揮者・ ヴァイオリン奏者・ 軍人。第一次世界大戦時に日本の俘虜収容所でオーケストラを結成して多数の音楽会を開いたほか、音楽教室を開いて地元の青年たちを指導し、日本における西洋音楽文化の普及に貢献した。なお同姓同名にオーストリアに作曲家で指揮者のパウル・エンゲル：de:Paul Engel (* 14. November 1949 in Reutte, Tirol)がいるので注意を要する。欧米ではこちらの方が知名度がある。

## 経歴
ドレスデンに生まれ、軍楽隊などを経て1912年から上海工部局管弦楽団にヴァイオリン奏者として在籍した。 1914年、  第一次世界大戦勃発に伴う召集により青島駐屯第３海兵大隊に入隊して青島の戦いに参加し、日本軍の捕虜（俘虜）となった。最初に収容された丸亀俘虜収容所において俘虜仲間と「丸亀保養楽団」を結成。収容所であった本派本願寺塩屋別院内でドイツ兵俘虜を対象として多数の演奏会を開いたほか、収容所外にも招かれ、丸亀高等女学校で演奏を行った。1917年に松山・丸亀・徳島の3つの収容所の統合移転により新設された板東俘虜収容所に移った後も、丸亀保養楽団を拡充した「エンゲル・オーケストラ」を率いて活発な演奏活動を行った。
板東俘虜収容所でエンゲル・オーケストラが演奏した曲のいくつかは日本初演であったとみられる。なお、同時期に同収容所でヘルマン・リヒャルト・ハンゼン指揮の徳島オーケストラ（M.A.K.オーケストラ）がベートーベンの交響曲第9番（第九）を日本初演したことがよく知られており、この第九の日本初演がエンゲル・オーケストラによるものであると誤解した記述が見られることがある。
板東俘虜収容所の松江豊寿所長の理解を得て、エンゲルは四国八十八箇所霊場の第一番札所である霊山寺 (鳴門市)の遍路宿や徳島市の立木写真館などで音楽教室を開き、地元の青年たちに西洋音楽のてほどきをした。この音楽教室の生徒が師匠の名を冠して設立した「徳島エンゲル楽団」は、学生以外のアマチュア・オーケストラ（市民オーケストラ）としては日本最古とみられる団体であり、1918年（大正7年）頃から昭和初期まで演奏活動を行った。当時日本各地に設置された他の収容所でも俘虜による音楽会が行われた例はあるが、音楽教室で日本人を指導してオーケストラを作ったのはエンゲルのみである。

## エンゲルが登場する小説・ドラマ・映画
板東俘虜収容所のドイツ兵俘虜と地元の人々との友好的な関係は映画「バルトの楽園」 によって広く知られるようになったが、それ以前にもたびたび小説やドラマなどの題材となっている。バルトの楽園にはエンゲルをモデルとしたと思われるトーマス・エンゲルという人物が登場するほか、直木賞受賞作の中村彰彦『二つの山河』や、秋月達郎『奇蹟の村の奇蹟の響き』、NHK連続テレビ小説『なっちゃんの写真館』などにエンゲル音楽教室のエピソードが採り上げられた。

## エンゲルを記念するイベント
エンゲルの音楽活動をはじめとするドイツ人俘虜と地元の人々との友好的交流を記念したイベントが各地で開催されている。丸亀俘虜収容所が設置されていた香川県丸亀市では、2001年から2003年まで計3回、エンゲルの名を冠した「エンゲル祭」が開催され、講演会や音楽会、植樹祭などが行われた。また、徳島市では、エンゲル音楽教室による地元の人々への文化的貢献とそれを許可した松江所長を顕彰する「エンゲル・松江記念音楽祭」が2000年から毎年開催されている。